# ویوین ماتالون
ویوین ماتالون (انگلیسی: Vivian Matalon؛ ‏ ۱۱ اکتبر ۱۹۲۹ – ۱۵ اوت ۲۰۱۸) کارگردان نمایش، کارگردان تلویزیونی، کارگردان فیلم و بازیگر اهل بریتانیا بود.
از فیلم‌ها یا مجموعه‌های تلویزیونی که وی در آن‌ها نقش داشته‌است، می‌توان به تماشاخانه آمریکایی و جنگ‌افزار اشاره نمود.